# West Lake Sammamish
West Lake Sammamish é uma antiga Região censo-designada localizada no estado norte-americano de Washington, no Condado de King. A área foi anexada à cidade de Bellevue em 2001.

## Demografia
Segundo o censo norte-americano de 2000, a sua população era de 5937 habitantes.

## Geografia
De acordo com o United States Census Bureau tem uma área de 8,9 km², dos quais 3,7 km² cobertos por terra e 5,2 km² cobertos por água.

## Localidades na vizinhança
O diagrama seguinte representa as localidades num raio de 8 km ao redor de West Lake Sammamish.